# Riñihuazo

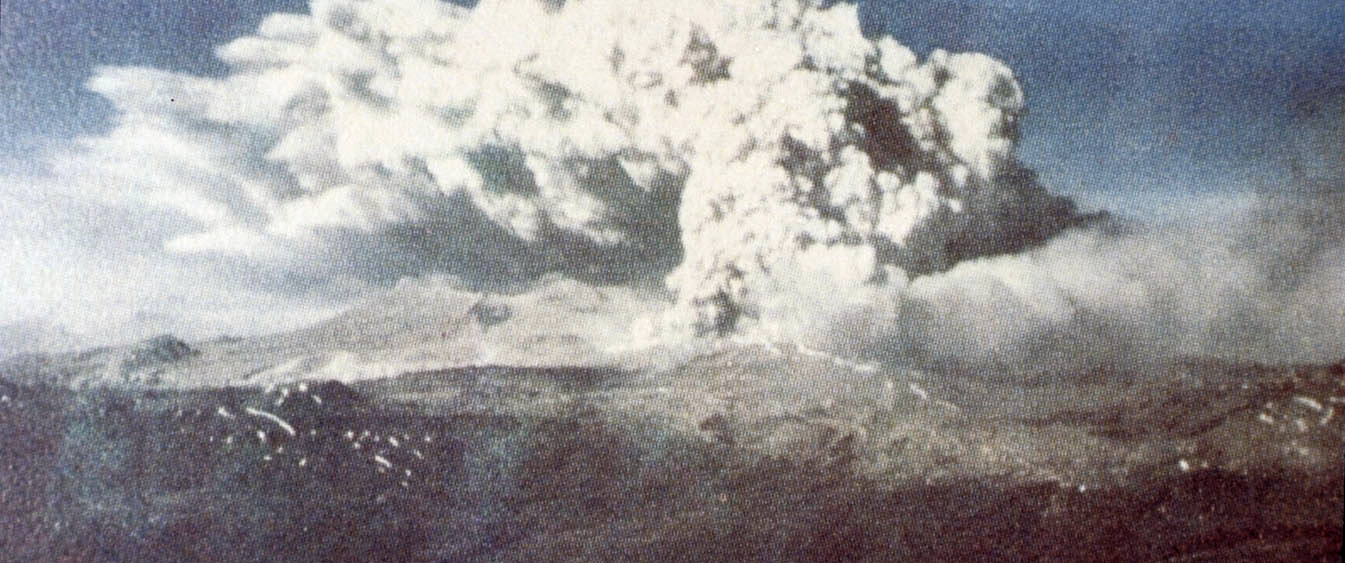
Deux jours après le tremblement de terre, le volcan Puyehue, situé à 200 km de l'épicentre, entre en éruption.

Le Riñihuazo est le nom donné à l'obstruction du cours du río San Pedro à la suite du séisme de Valdivia de 1960 qui provoqua une augmentation du volume du lac Riñihue.

## Sources et bibliographie
- (es) A. Cisternas, « Terremoto de Valdivia », juill.-sept. 2010, Ingenieros, no 195, p. 34-37
- (es) N. Saffie, « Obras tras el terremoto de Valdivia, operación Riñihue », novembre 2007, Revista BIT, no 57, p. 82-88